# Джавід Тагієв
Джавід Тагієв (азерб. Cavid Tağıyev; 6 жовтня 1981, Ленкорань) — азербайджанський боксер, призер чемпіонату Європи серед аматорів.

## Аматорська кар'єра
На чемпіонаті світу 2001 в категорії до 71 кг Джавід Тагієв програв у першому бою.
На чемпіонаті Європи 2002 програв у другому бою.
На чемпіонаті світу 2003 в категорії до 75 кг переміг у першому бою Карой Балжаї (Угорщина), а у другому програв Уткірбеку Хайдарову (Узбекистан).
На чемпіонаті Європи 2004 Джавід Тагієв досяг найбільшого успіху в своїй кар'єрі. Здобувши дві перемоги і програвши у півфіналі Гайдарбеку Гайдарбекову (Росія), він завоював бронзову медаль.
На Олімпійських іграх 2004 переміг у першому бою Георгіоса Газіса (Греція) — 32-31, а у другому програв Сурія Прасатхінпхімай (Таїланд) — 19-19(+).
2005 року на командному Кубку світу з боксу завоював бронзову медаль у складі збірної Азербайджану. З трьох проведених поєдинків переміг у одному, програвши Ісмаїлу Сіллаху (Україна) та Матвію Коробову (Росія).
На чемпіонаті світу 2005 здобув дві перемоги, а у чвертьфіналі програв Мухаммеду Хікал (Єгипет).